# 棘石虫属
棘石虫属（学名：Acantholithium）是星石虫科下的一个属。

## 下属物种
本属包括以下物种：
- Acantholithium dicopum Haeckel, 1887
- Acantholithium stellatum Haeckel, 1887